# Indigofera cliffordiana
Indigofera cliffordiana är en ärtväxtart som beskrevs av Jan Bevington Gillett. Indigofera cliffordiana ingår i släktet indigosläktet, och familjen ärtväxter. Inga underarter finns listade i Catalogue of Life.